# Ilsfeld
Ilsfeld este o comună din landul Baden-Württemberg, Germania.
Are o populație de 9.774 de locuitori (2023)și se întinde pe o suprafață de 26 de km. pătrați. Este format din 6 sate componente.
Se înfrățește cu satul Moșna, România.
1. ↑  Alle politisch selbständigen Gemeinden mit ausgewählten Merkmalen am 31.12.2018 (4. Quartal) (în germană), Statistisches Bundesamt[*], arhivat din original la 10 martie 2019, accesat în 10 martie 2019